# Cratere Ammura
Ammura è un cratere sulla superficie di Ganimede.